# Livro de Mágoas
Livro de Mágoas (ou Livro das Mágoas) é a primeira obra poética de Florbela Espanca editada. Saiu em Junho de 1919 em Lisboa pela Tipografia Maurício graças a Raul Proença, um intelectual e crítico literário conceituado e influente, que reconheceu o talento da jovem poetisa.
O livro, inicialmente nomeado Primeiros Passos, tinha por base onze poesias da coletânea Trocando Olhares. A autora enviou a Raul Proença a amostra da sua criação em Julho de 1916. Corrigiu os poemas conforme as sugestões do crítico e escreveu mais alguns para completar a sua primeira antologia.
São trinta e dois sonetos dedicados ao pai ("A meu Pai. Ao meu melhor amigo") e ao irmão da poetisa ("À querida Alma irmã da minha. Ao meu irmão"). Florbela centra-se na temática da mágoa, da dor e da saudade, inserindo-se, desde o início da obra, num contexto decadentista. Para assinalar o tom finissecular a antologia abre com uma epígrafe a Eugénio de Castro ("Procuremos somente a beleza…") e a Verlaine ("Isoléns dans l’amour…"). Ao longo da obra observa-se uma tendência para chorar e lamentar-se, manifestada especialmente em sonetos "Vaidade", "Neurastenia", "Castelã" e "Em Busca do Amor". Abordando igualmente a temática do sonho, Florbela define para si um espaço poético único de comunicação entre os tristes e magoados. A poetisa expõe esta intenção logo no primeiro soneto: "Este Livro…".

## Conteúdo da Obra
- «Este livro»
- «Vaidade»
- «Eu»
- «Castelã»
- «Castelã da Tristeza»
- «Tortura»
- «Lágrimas Ocultas»
- «Torre de Névoa»
- «A minha Dor»
- «Dizeres Íntimos»
- «As minhas Ilusões»
- «Neurastenia»
- «Pequenina»
- «A maior Tortura»
- «A Flor do Sonho»
- «Noite de Saudade»
- «Angústia»
- «Amiga»
- «[sem título]»
- «Desejos Vãos»
- «A Um Livro»
- «Pior Velhice»
- «Alma Perdida»
- «De Joelhos»
- «Languidez»
- «Para Quê?!»
- «Ao Vento»
- «Tédio»
- «Desalento»
- «A Minha Tragédia»
- «Sem Remédio»
- «Mais Triste»
- «Velhinha»
- «Em Busca do Amor»
- «Impossível»